# Gran Galà del Doppiaggio Romics DD
Il Gran Galà del Doppiaggio Romics DD è una manifestazione dedicata al doppiaggio italiano che si tiene dal 2002 all'interno dell'omonima fiera dedicata al fumetto e all'animazione.
Il Galà premia le voci e i doppiaggi più significativi della stagione cinematografica e televisiva attraverso le votazioni degli appassionati che esprimono le proprie preferenze attraverso il sito ufficiale della manifestazione e il sito Il Mondo dei Doppiatori.
È stata ideata e organizzata dall'ex doppiatore Christian Vitelli, che ne è stato presentatore fino all'edizione 2004. L'anno successivo ha lasciato il timone alle doppiatrici Perla Liberatori e Monica Ward.
Dall'edizione del 2005 viene assegnato il premio speciale "Ferruccio Amendola", da quella del 2011 il premio speciale "Andrea Quartana" e da quella del 2018 il premio speciale "Vittorio De Angelis".

## Le edizioni

### 2002
Conduttori: Christian Vitelli, Fabrizio Mazzotta e Massimo Corizza.
- Miglior doppiatore: Marco Vivio
- Miglior doppiatrice: Federica De Bortoli
- Miglior doppiaggio di un film: Pearl Harbor
- Miglior doppiaggio di un telefilm: Beverly Hills 90210
- Miglior doppiaggio di un cartone animato: Holly e Benji, due fuoriclasse
- Rivelazione dell'anno maschile: Davide Perino
- Rivelazione dell'anno femminile: Letizia Ciampa
- Romics d'oro alla carriera maschile: Fabrizio Mazzotta
- Romics d'oro alla carriera femminile: Cinzia De Carolis

### 2003
Conduttori: Christian Vitelli, Domitilla D'Amico, Federica De Bortoli, Perla Liberatori e Cristina Di Marco.
- Voce dell'anno maschile - Cinema e tv: Massimiliano Alto
- Voce dell'anno maschile - Cartoni e radio: Alessio De Filippis
- Voce dell'anno femminile - Cinema e tv: Barbara De Bortoli
- Voce femminile - Cartoni e radio: Monica Ward
- Voce emergente - Cinema e tv: Emiliano Coltorti
- Voce emergente - Cartoni e radio: Omar Vitelli
- Doppiaggio dell'anno:
  - Miglior film: Il Signore degli Anelli - Le due torri
  - Miglior telefilm: Lizzie McGuire
  - Miglior cartone animato: Gear Fighter Dendoh
- Premio alla carriera maschile: Luca Ward
- Premio alla carriera femminile: Georgia Lepore
- Premio alla direzione del doppiaggio: Sandro Acerbo
- Premio alla direzione del doppiaggio per un cartone animato: Alessio Cigliano
- Premio speciale: Giuppy Izzo
- Premio simpatia: Edoardo Nevola

### 2004
Conduttori: Christian Vitelli, Perla Liberatori e Monica Ward.
- Voce maschile dell'anno: Massimo Rossi
- Voce femminile dell'anno: Stella Musy
- Voce emergente dell'anno: Alessio Puccio
- Voce maschile dei cartoni animati: Massimo De Ambrosis
- Voce femminile dei cartoni animati: Ilaria Latini
- Doppiaggi dell'anno:
  - Miglior film: Lost in Translation - L'amore tradotto
  - Miglior telefilm: Streghe
  - Miglior cartone animato: Ken il guerriero - La trilogia
- Premio alla carriera maschile: Dario Penne
- Premio alla carriera femminile: Laura Boccanera
- Premio alla carriera per la miglior direzione di doppiaggio: Francesco Vairano

### 2005
Conduttori: Perla Liberatori e Monica Ward.

#### Premi dei direttori di doppiaggio
- Voce maschile dell'anno: Francesco Pannofino
- Voce femminile dell'anno: Chiara Colizzi
- Voce emergente dell'anno: David Chevalier
- Miglior voce di un cartone animato: Ilaria Latini
- Doppiaggi dell'anno:
  - Miglior film: Sin City
  - Miglior telefilm: Desperate Housewives
  - Miglior cartone animato: I Simpson

#### Premi del pubblico
- Voce maschile dell'anno: Fabio Boccanera
- Voce femminile dell'anno: Barbara De Bortoli
- Voce emergente dell'anno: Flavio Aquilone
- Miglior voce di un cartone animato: Ilaria Latini
- Doppiaggi dell'anno:
  - Miglior film: Sin City
  - Miglior telefilm: Friends
  - Miglior cartone animato: I Simpson

#### Premi speciali
- Premio alla carriera maschile: Sergio Fiorentini
- Premio alla carriera femminile: Maria Pia Di Meo
- Premio "Ferruccio Amendola": Francesca Fiorentini

### 2006
Conduttori: Perla Liberatori e Monica Ward.

#### Premi dei direttori di doppiaggio
- Voce maschile dell'anno: Roberto Pedicini
- Voce femminile dell'anno: Claudia Catani
- Voce emergente dell'anno: Alex Polidori
- Miglior voce di un cartone animato: Nanni Baldini
- Doppiaggi dell'anno:
  - Miglior film: Transamerica
  - Miglior telefilm: Dr. House - Medical Division
  - Miglior cartone animato: I Griffin

#### Premi del pubblico
- Voce maschile dell'anno: Massimo Rossi
- Voce femminile dell'anno: Barbara De Bortoli
- Voce emergente dell'anno: Simone D'Andrea
- Miglior voce di un cartone animato: Perla Liberatori
- Doppiaggi dell'anno:
  - Miglior film: La fabbrica di cioccolato
  - Miglior telefilm: Dr. House - Medical Division
  - Miglior cartone animato: I Simpson
  - Miglior cartone animato giapponese: Inuyasha

#### Premi speciali
- Premio alla carriera maschile: Cesare Barbetti
- Premio alla carriera femminile: Rita Savagnone
- Premio "Ferruccio Amendola": Massimo Rossi

### 2007
Conduttori: Perla Liberatori e Monica Ward.

#### Premi dei direttori di doppiaggio
- Voce maschile dell'anno: Francesco Pezzulli
- Voce femminile dell'anno: Chiara Colizzi
- Voce emergente dell'anno: Flavio Aquilone
- Miglior voce maschile di un cartone animato: Davide Perino
- Miglior voce femminile di un cartone animato: Federica De Bortoli
- Doppiaggi dell'anno:
  - Miglior film: The Departed - Il bene e il male
  - Miglior film d'animazione: Giù per il tubo
  - Miglior telefilm: Ugly Betty
  - Miglior serie animata: Nana

#### Premi del pubblico
- Voce maschile dell'anno: Fabio Boccanera
- Voce femminile dell'anno: Domitilla D'Amico
- Voce emergente dell'anno: Flavio Aquilone
- Miglior voce maschile di un cartone animato: Patrizio Prata
- Miglior voce femminile di un cartone animato: Emanuela Pacotto
- Doppiaggi dell'anno:
  - Miglior film: Harry Potter e l'Ordine della Fenice
  - Miglior film d'animazione: Shrek terzo
  - Miglior telefilm: Will & Grace
  - Miglior serie animata: Space Pirate Captain Herlock - The Endless Odyssey
  - Miglior cartone animato giapponese: Naruto

#### Premi speciali
- Premio alla carriera maschile: Renato Izzo
- Premio alla carriera femminile: Alina Moradei
- Premio "Ferruccio Amendola": Tiziana Avarista

### 2008
Conduttori: Perla Liberatori e Monica Ward.

#### Premi dei direttori di doppiaggio
- Voce maschile dell'anno: Niseem Onorato
- Voce femminile dell'anno: Alessia Amendola ex aequo Laura Romano
- Voce emergente dell'anno: Edoardo Stoppacciaro
- Miglior voce maschile di un cartone animato: Mino Caprio
- Miglior voce femminile di un cartone animato: Perla Liberatori
- Doppiaggi dell'anno:
  - Miglior film: Il cacciatore di aquiloni
  - Miglior film d'animazione: Ratatouille
  - Miglior telefilm: Criminal Minds

#### Premi del pubblico
- Voce maschile dell'anno: Niseem Onorato
- Voce femminile dell'anno: Valentina Mari
- Voce emergente dell'anno: Gianfranco Miranda
- Miglior voce maschile di un cartone animato: Davide Garbolino
- Miglior voce femminile di un cartone animato: Eva Padoan
- Doppiaggi dell'anno:
  - Miglior film: Into the Wild - Nelle terre selvagge
  - Miglior film d'animazione: Kung Fu Panda
  - Miglior telefilm: Skins
  - Miglior serie animata: Fullmetal Alchemist

#### Premi speciali
- Premio alla carriera maschile: Renato Mori
- Premio alla carriera femminile: Sonia Scotti
- Premio "Ferruccio Amendola": Fabio Boccanera

### 2009
Conduttori: Perla Liberatori, Stefano Brusa e Mirko Fabbreschi.

#### Premi dei direttori di doppiaggio
- Voce maschile dell'anno: Michele Kalamera
- Voce femminile dell'anno: Federica De Bortoli
- Miglior voce maschile di un cartone animato: Davide Lepore
- Miglior voce femminile di un cartone animato: Joy Saltarelli
- Doppiaggi dell'anno:
  - Miglior film: Gran Torino
  - Miglior film d'animazione: Bolt - Un eroe a quattro zampe
  - Miglior telefilm: Samantha chi?

#### Premi del pubblico
- Voce maschile dell'anno: Flavio Aquilone
- Voce femminile dell'anno: Federica De Bortoli
- Miglior voce maschile di un cartone animato: Alessandro Rossi
- Miglior voce femminile di un cartone animato: Letizia Ciampa
- Doppiaggi dell'anno:
  - Miglior film: Changeling
  - Miglior film d'animazione: Madagascar 2
  - Miglior telefilm: Samantha chi?
  - Miglior serie animata: Death Note

#### Premi speciali
- Premio alla carriera maschile: Sergio Tedesco
- Premio alla carriera femminile: Miranda Bonansea
- Premio "Ferruccio Amendola": Francesco Pannofino
- Premio speciale: Monica Ward

### 2010
Conduttori: Perla Liberatori, Stefano Brusa e Mirko Fabbreschi.

#### Premi dei direttori di doppiaggio
- Voce maschile dell'anno: Renato Mori
- Voce femminile dell'anno: Anna Cesareni
- Miglior voce maschile di un cartone animato: Oreste Baldini
- Miglior voce femminile di un cartone animato: Letizia Scifoni
- Doppiaggi dell'anno:
  - Miglior film: Shutter Island
  - Miglior film d'animazione: Planet 51
  - Miglior telefilm: The Mentalist

#### Premi del pubblico
- Voce maschile dell'anno: Fabio Boccanera
- Voce femminile dell'anno: Claudia Razzi
- Miglior voce maschile di un cartone animato: Paolo De Santis
- Miglior voce femminile di un cartone animato: Ilaria Stagni
- Doppiaggi dell'anno:
  - Miglior film: Sherlock Holmes
  - Miglior film d'animazione: Toy Story 3 - La grande fuga
  - Miglior telefilm: The Mentalist
  - Miglior serie animata: Geronimo Stilton

#### Premi speciali
- Premio alla carriera maschile: Sergio Graziani
- Premio alla carriera femminile: Vittoria Febbi
- Premio "Ferruccio Amendola": Claudia Catani

### 2011
Sabato 1º ottobre 2011.

#### Premi dei direttori di doppiaggio
- Voce maschile dell'anno: Franco Mannella
- Voce femminile dell'anno: Alessia Amendola
- Miglior voce maschile di un cartone animato: Nanni Baldini
- Miglior voce femminile di un cartone animato: Veronica Puccio
- Doppiaggi dell'anno:
  - Miglior film: Inception
  - Miglior film d'animazione: Megamind
  - Miglior telefilm: No Ordinary Family

#### Premi del pubblico
- Voce maschile dell'anno: Davide Perino
- Voce femminile dell'anno: Irene Di Valmo
- Miglior voce maschile di un cartone animato: Davide Perino
- Miglior voce femminile di un cartone animato: Stella Musy
- Doppiaggi dell'anno:
  - Miglior film: Il discorso del re
  - Miglior film d'animazione: Animals United
  - Miglior telefilm: Fringe
  - Miglior serie animata: Jewelpet

#### Premi speciali
- Premio alla carriera maschile: Gino La Monica
- Premio alla carriera femminile: Melina Martello
- Premio "Ferruccio Amendola": Claudia Razzi
- Premio "Andrea Quartana": Daniele Giuliani

### 2014
Sabato 5 aprile 2014.

#### Premi della giuria di qualità
- Voce maschile dell'anno: Gaetano Varcasia
- Voce femminile dell'anno: Claudia Catani
- Doppiaggi dell'anno:
  - Miglior film: Django Unchained
  - Miglior serie televisiva: Il Trono di Spade
  - Miglior film d'animazione: Frankenweenie
  - Miglior serie animata: Fish 'n' Chips

#### Premi del pubblico
- Voce maschile dell'anno: Gaetano Varcasia
- Voce femminile dell'anno: Laura Romano
- Miglior voce maschile di un cartone animato: Gabriele Caprio
- Miglior voce femminile di un cartone animato: Gaia Bolognesi
- Doppiaggi dell'anno:
  - Miglior film: Django Unchained
  - Miglior serie televisiva: Il Trono di Spade
  - Miglior film d'animazione: Evangelion: 3.0 You Can (Not) Redo
  - Miglior serie animata: I pinguini di Madagascar

#### Premi speciali
- Premio alla carriera maschile: Manlio De Angelis
- Premio alla carriera femminile: Lorenza Biella
- Premio "Ferruccio Amendola": Rodolfo Bianchi
- Premio "Andrea Quartana": Davide Albano

### 2015
Palaromics, sabato 11 aprile 2015.

#### Premi della giuria di qualità
- Voce maschile dell'anno: Simone Crisari
- Voce femminile dell'anno: Erica Necci
- Doppiaggi dell'anno:
  - Miglior film: Grand Budapest Hotel
  - Miglior serie televisiva: House of Cards - Gli intrighi del potere
  - Miglior film d'animazione: The LEGO Movie
  - Miglior serie animata: Masha e Orso

#### Premi del pubblico
- Voce maschile dell'anno: Emiliano Coltorti
- Voce femminile dell'anno: Emanuela Ionica
- Miglior voce maschile di un cartone animato: Arturo Valli
- Miglior voce femminile di un cartone animato: Lucrezia Marricchi
- Doppiaggi dell'anno:
  - Miglior film: Grand Budapest Hotel
  - Miglior serie televisiva: C'era una volta
  - Miglior film d'animazione: Big Hero 6
  - Miglior serie animata: Lupin the Third - La donna chiamata Fujiko Mine

#### Premi speciali
- Premio alla carriera maschile: Michele Gammino
- Premio alla carriera femminile: Ludovica Modugno
- Premio "Ferruccio Amendola": Riccardo Rossi
- Premio "Andrea Quartana": Emanuela Damasio

### 2016
Fiera di Roma.

#### Premi della giuria di qualità
- Voce maschile dell'anno: Luca Biagini Whiplash
- Voce femminile dell'anno: Chiara Colizzi Suite Francese
- Doppiaggi dell'anno:
  - Miglior film: Whiplash
  - Miglior serie televisiva: Mom
  - Miglior film d'animazione: Inside Out
  - Miglior serie animata: Chi Rho - I misteri del tempo

#### Premi del pubblico
- Voce maschile dell'anno: Davide Perino La teoria del tutto
- Voce femminile dell'anno: Chiara Colizzi Suite Francese
- Miglior voce maschile di un cartone animato: Manuel Meli Fairy Tail
- Miglior voce femminile di un cartone animato: Chiara Oliviero Fairy Tail
- Doppiaggi dell'anno:
  - Miglior film: Whiplash
  - Miglior serie televisiva: Le regole del delitto perfetto
  - Miglior film d'animazione: Inside Out
  - Miglior serie animata: Fairy Tail

#### Premi speciali
- Premio alla carriera maschile: Bruno Alessandro
- Premio alla carriera femminile: Angiola Baggi
- Premio "Ferruccio Amendola": Laura Boccanera
- Premio "Andrea Quartana": Gianluca Crisafi

### 2017
Palaromics, sabato 8 aprile 2017.

#### Premi della giuria di qualità
- Voce maschile dell'anno: Niseem Onorato
- Voce femminile dell'anno: Emanuela Rossi
- Miglior voce maschile di un cartone animato: Oreste Baldini
- Miglior voce femminile di un cartone animato: Ilaria Latini
- Doppiaggi dell'anno:
  - Miglior film: Animali notturni
  - Miglior serie televisiva: The Young Pope
  - Miglior film d'animazione: Zootropolis
- Miglior fonico di doppiaggio: Sandro Galluzzo
- Miglior assistente di doppiaggio: Sabina Montanarella

#### Premi del pubblico
- Voce maschile dell'anno: Niseem Onorato
- Voce femminile dell'anno: Chiara Gioncardi
- Miglior voce maschile di un cartone animato: Oreste Baldini
- Miglior voce femminile di un cartone animato: Anita Ferraro
- Doppiaggi dell'anno:
  - Miglior film: Animali notturni
  - Miglior serie televisiva: The Young Pope
  - Miglior serie animata: Sailor Moon Crystal

#### Premi speciali
- Premio alla carriera maschile: Giorgio Lopez
- Premio alla carriera femminile: Ada Maria Serra Zanetti
- Premio "Ferruccio Amendola": Rossella Acerbo
- Premio "Andrea Quartana": Emanuele Ruzza

### 2018
Palaromics, sabato 7 aprile 2018.

#### Premi della giuria di qualità
- Voce maschile dell'anno: Paolo Vivio
- Voce femminile dell'anno: Laura Romano
- Miglior voce maschile di un cartone animato: Riccardo Scarafoni
- Miglior voce femminile di un cartone animato: Emanuela Ionica
- Doppiaggi dell'anno:
  - Miglior film: La La Land
  - Miglior serie televisiva: Better Call Saul ex aequo Big Little Lies - Piccole grandi bugie
  - Miglior film d'animazione: Sing

#### Premi del pubblico
- Voce maschile dell'anno: Alberto Angrisano
- Voce femminile dell'anno: Maria Pia Di Meo
- Miglior voce maschile di un cartone animato: Fabrizio Vidale
- Miglior voce femminile di un cartone animato: Emanuela Ionica
- Doppiaggi dell'anno:
  - Miglior film: La La Land
  - Miglior film d'animazione: Oceania
  - Miglior serie televisiva: Big Little Lies - Piccole grandi bugie
  - Miglior serie animata: Miraculous - Le storie di Ladybug e Chat Noir

#### Premi speciali
- Premio alla carriera maschile: Claudio Sorrentino
- Premio alla carriera femminile: Anna Rita Pasanisi
- Premio "Ferruccio Amendola": Nanni Baldini
- Premio "Andrea Quartana": Luca Mannocci
- Premio "Vittorio De Angelis": Giorgio Bassanelli
- Miglior fonico di doppiaggio: Marco Santopaolo
- Miglior assistente di doppiaggio: Viviana Barbetta

### 2019
Palaromics, sabato 6 aprile 2019.

#### Premi della giuria di qualità
- Voce maschile dell'anno: Francesco Bulckaen
- Voce femminile dell'anno: Antonella Giannini
- Miglior voce maschile di un cartone animato: Stefano Brusa
- Miglior voce femminile di un cartone animato: Chiara Gioncardi
- Doppiaggi dell'anno:
  - Miglior film: Il filo nascosto
  - Miglior film d'animazione: Coco

#### Premi del pubblico
- Doppiaggi dell'anno:
  - Miglior serie animata: The Seven Deadly Sins - Nanatsu no taizai

#### Premi speciali
- Premio alla carriera maschile: Carlo Reali
- Premio alla carriera femminile: Graziella Polesinanti
- Premio "Ferruccio Amendola": Michele Gammino
- Premio "Andrea Quartana": Chiara Oliviero
- Premio "Vittorio De Angelis": Oreste Baldini
- Miglior fonico di doppiaggio: Mario Frezza
- Miglior assistente di doppiaggio: Elena Masini
- Premio vocine del futuro: Alessandro Carloni, Lucrezia Roma e Lorenzo Virgilii